# Pyrenaria serrata
Espèce
Statut de conservation UICN

 LC  : Préoccupation mineure
Pyrenaria serrata est une espèce de plantes à fleurs de la famille des Theaceae.

## Liste des variétés
Selon Catalogue of Life (11 avril 2019) :
- variété Pyrenaria serrata var. kunstleri
- variété Pyrenaria serrata var. masocarpa

## Publication originale
- Bijdragen tot de flora van Nederlandsch Indië 17: 1120. 1826.